# Адміністративний устрій Варвинського району
Адміністрати́вний у́стрій Ва́рвинського райо́ну — адміністративно-територіальний поділ Варвинського району Чернігівської області на 1 селищну громаду, 1 сільську громаду та 8 сільських ради, які об'єднують 30 населених пунктів та підпорядковані Варвинській районній раді. Адміністративний центр — смт Варва.

## Список громадВарвинського району
- Варвинська селищна громада
- Озерянська сільська громада

## Список радВарвинського району
| № | Назва                        | Центр        | Населені пункти                      | Площа км² | Місце за площею | Населення (2001), чол. | Місце за населенням | Розташування |
| - | ---------------------------- | ------------ | ------------------------------------ | --------- | --------------- | ---------------------- | ------------------- | ------------ |
| 1 | Антонівська сільська рада    | с. Антонівка | с. Антонівка                         | 56,858    | 4               | 767                    | 5                   |              |
| 2 | Богданівська сільська рада   | с. Богдани   | с. Богдани с. Сіриків                | 41,986    | 6               | 345                    | 13                  |              |
| 3 | Гнідинська сільська рада     | c. Гнідинці  | c. Гнідинці                          | 33,659    | 8               | 1049                   | 4                   |              |
| 4 | Дащенківська сільська рада   | c. Дащенки   | c. Дащенки с. Мудре                  | 44,721    | 5               | 506                    | 9                   |              |
| 5 | Журавська сільська рада      | c. Журавка   | c. Журавка с. Кулишівка              | 74,410    | 2               | 3173                   | 2                   |              |
| 6 | Макіївська сільська рада     | c. Макіївка  | c. Макіївка                          | 21,982    | 13              | 237                    | 15                  |              |
| 7 | Остапівська сільська рада    | c. Остапівка | c. Остапівка                         | 29,563    | 10              | 697                    | 6                   |              |
| 8 | Світличненська сільська рада | c. Світличне | c. Світличне с-ще Рубанів c. Ященків | 40,954    | 7               | 664                    | 7                   |              |

* Примітки: м. — місто, с-ще — селище, смт — селище міського типу, с. — село